# Gare de Viroflay-Rive-Gauche
Gare de Viroflay-Rive-Gauche vasútállomás és RER állomás Franciaországban, Viroflay településen.

## Vasútvonalak
Az állomást az alábbi vasútvonalak érintik:
- Párizs–Brest-vasútvonal
- Invalides-Versailles-Rive-Gauche-vasútvonal

## Kapcsolódó állomások
A vasútállomáshoz az alábbi állomások vannak a legközelebb:
- Gare de Versailles-Chantiers (Gare de Saint-Quentin-en-Yvelines - Montigny-le-Bretonneux, Párizs–Brest-vasútvonal, RER C)
- Gare de Chaville-Rive-Gauche (Paris Gare Montparnasse, Párizs–Brest-vasútvonal, Transilien N)
- Gare de Chaville - Vélizy (Gare de Saint-Martin-d'Étampes, Gare de Dourdan - La Forêt, Gare de Massy - Palaiseau, RER C)
- Gare de Porchefontaine (Gare de Versailles-Château-Rive-Gauche, RER C)
- Gare de Versailles-Chantiers (Gare de Rambouillet, Gare de Dreux, Gare de Mantes-la-Jolie, Transilien N)

## Lásd még
- Franciaország vasútállomásainak listája
- A RER állomásainak listája